# Skansevollene
Skansevollene er et fredet fæstningsanlæg ved Skansen og Nidareid vest for Midtbyen i Trondheim, Norge, som stammer fra middelalderen og består af flere elementer.
I dag er det kun Kongens bastion og Dronningens bastion, der stadig står tilbage af anlægget, hvor størstedelen er ombygget til et rekreativt område som en del af Skanseparken.

## Historie
Skansevollene har sin oprindelse i Treborgen, som blev opført ved Nidareid omkring 1178 af ærkebiskop Øystein Erlendsson. Den bestod af træpalisader, som gik mellem Trondheimsfjorden og Nidelven. Formålet var at forsvare og kontrollere adgangen vestfra ind til byen, som også var den eneste landfaste adgangsvej.
I borgerkrigstiden i 1100-tallet og særligt under slaget ved Ilevollene i 1180 havde forsvarsværket en vigtig rolle i forsvar af byen.
I løbet af 1600-tallet blev det besluttet at forstærke befæstningerne omkring byen, og hovedbastionerne Kongens og Dronningens bastion samt Skanseporten blev opført som en del af dette. Der blev bygget løbegrave og voldgrave, og der blev også anlagt flere kanonbatterier både mod fjorden og mod floden. Dronningens bastion lå syd for Skanseporten ned mod floden, mens Kongens bastion lå nord for porten og ned mod havet.
Efter at Trondheims befæstninger blev nedlagt i 1816, mistede Skansevollene meget af deres betydning. Fra 1850’erne og i de følgende årtier blev befæstningen ved Skansen gradvist revet ned som følge af udbygning af ny infrastruktur. Blandt andet blev Kongens gate udvidet ved, at voldgrave blev fyldt op og dele af voldene blev fjernet. Selve Skanseporten blev revet ned i 1858. De nordligste dele af Kongens bastion blev fjernet i 1880, da Trondhjem–Størenbanen fik ny rute over Skansen med endestation på Brattøra. Dele af Dronningens bastion blev fjernet ved opførelsen af Ilen kirke og det omkringliggende parkområde i slutningen af 1880’erne.

## Galleri
- Voldgata og Kongens bastion i 1870'erne.
- Kort over Skansevollene (1885)
- Skansenparken med Kongens bastion og Skansen Station (1958)
- Kongens bastion (1970)
- Ilen kirke med en del af Dronningens bastion i forgrunden (1998)
- Tilbageværende skanse mellem Ilen kirke, Skansevakten og Kriminalasylet (2009)
- Kanonbatteri mod fjorden (2009)